# Grabmal Max Edler von der Planitz
Das Grabmal Max Edler von der Planitz ist ein Denkmal in Darmstadt.

## Geschichte und Beschreibung
Das Grabmal erinnert an Max Edler von der Planitz, der 1915 in Frankreich fiel.
Das Grabmal aus dem Jahre 1920 ist eine Arbeit von Ludwig Habich.
Stilistisch gehört das Denkmal zu den frühen expressionistischen Werken.
Es zeigt einen knienden Krieger, der sich mit letzter Kraft hinter seinem schützenden Schild verbirgt.
Die am rechten Arm beschädigte Plastik wurde aus einem Muschelkalkblock gehauen.
Grabstelle: Waldfriedhof Darmstadt L 1f 74